# Nadežda Alekseevna Karpova
Nadežda Alekseevna Karpova (en rus:Надежда Алексеевна Карпова; Iaroslavl, 9 de març de 1995) és una futbolista russa, davantera del Reial Club Deportiu Espanyol i la selecció russa.
El 2016 va ser la primera dona seleccionada per a formar part del Team Messi, una iniciativa del futbolista argentí i la multinacional Adidas. En setembre de 2017 va fitxar pel València CF.